# Abfärbetheorie
Der Begriff Abfärbetheorie, auch Infektions- bzw. Durchsäuerungstheorie, bezeichnet im deutschen Einkommensteuerrecht die Umqualifizierung nicht gewerblicher Einkünfte in Einkünfte aus Gewerbebetrieb.

## Allgemeines
Nach § 15 Abs. 3 Nr. 1 EStG wird eine von einer Personengesellschaft ausgeübte Tätigkeit insgesamt als gewerblich angesehen, wenn auch nur ein Teil der Tätigkeit gewerblich ausgeführt wird. Zweck der Regelung ist es, mehrere Einkunftsarten innerhalb einer einheitlichen Personengesellschaft zu vermeiden. Auf diese Weise soll die Besteuerung vereinfacht und das Gewerbesteueraufkommen gesichert werden.
Es genügen bereits geringe gewerbliche Einkünfte, um auch alle übrigen Einkünfte zu gewerblichen umzuqualifizieren. Der Bundesfinanzhof hat 2014 in mehreren Urteilen entschieden, dass die Einkünfte einer freiberuflich tätigen Gesellschaft bürgerlichen Rechts, die in geringem Umfang gewerblich tätig ist, nicht insgesamt zu gewerblichen Einkünften umqualifiziert werden, wenn die gewerblichen Umsätze eine Bagatellgrenze von 3 % der Gesamtnettoumsätze und zusätzlich den Betrag von 24.500 Euro im Jahr nicht übersteigen. Die vom Bundesfinanzhof entwickelte Bagatellregelung ist nicht unumstritten.

## Folgen der Umqualifizierung
- Sofern vorher Wirtschaftsgüter zur Erzielung vom Überschusseinkünften verwendet wurden, entsteht im Falle der Umqualifizierung steuerliches Betriebsvermögen. Die Umqualifizierung führt also zu einer Steuerverhaftung und damit im Veräußerungsfall zu einer Aufdeckung der stillen Reserven. Wenn z. B. eine vermögensverwaltende Personengesellschaft, die bisher ausschließlich Einkünfte aus Vermietung und Verpachtung erzielte, in die Gewerblichkeit gerät, sind Gewinne aus der Veräußerung von Immobilien auch außerhalb der Spekulationsfrist steuerpflichtig.

- Die Gesellschaft wird mit den gesamten Gewinnen gewerbesteuerpflichtig. Diese Gewerbesteuer ist zwar bei den Gesellschaftern der Personengesellschaft auf die Einkommensteuer anrechenbar. Dies allerdings – in Abhängigkeit vom Gewerbesteuerhebesatz der Gemeinde – nur bis zu einem gewissen Höchstbetrag.
- Weitere Nachteile können die Buchführungs- und Bilanzierungspflichten und weitere Auflagen für Gewerbetreibende sein.

### Beispiel
Die an einer freiberuflich tätigen Personengesellschaft beteiligten Personen beziehen grundsätzlich Einkünfte aus selbständiger Arbeit. Erzielt jedoch einer der Gesellschafter (neben seiner freiberuflichen Tätigkeit) im Rahmen des Personenzusammenschlusses gewerbliche Umsätze (z. B. aus Grundstücksvermittlung), so werden alle Gewinne der Gesellschaft in Gewerbeeinkünfte umqualifiziert.